# Poznańskie Towarzystwo Fotograficzne

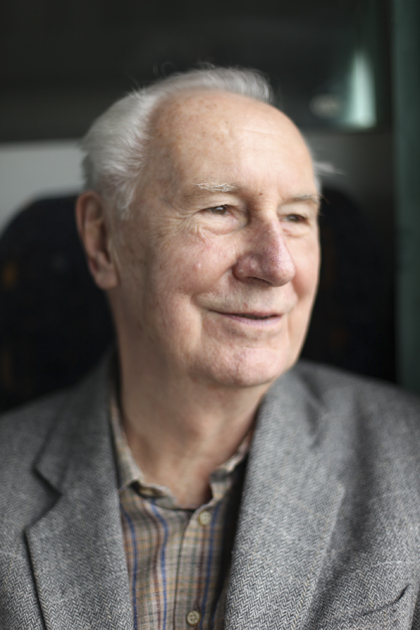
Stefan Wojnecki – prezes PTF (1967–1976)

Poznańskie Towarzystwo Fotograficzne – stowarzyszenie fotograficzne, istniejące w latach 1945–1993, utworzone na bazie przedwojennego Towarzystwa Miłośników Fotografii w Poznaniu, powstałego w 1924 roku.

## Historia
Stowarzyszenie Miłośników Fotografii w Poznaniu utworzono 28 czerwca 1945 roku, z inicjatywy Witolda Czarneckiego, Eugeniusza Kitzmana, Stefana Leszczyńskiego, Włodzimierza Nowakowskiego, Kazimierza Wilaka, Zbigniewa Wyszomirskiego – organizacja przyjęła przedwojenną nazwą Stowarzyszenia Miłośników Fotografii w Poznaniu powstałego na początku lat 20. XX wieku. W dniu 16 grudnia 1945 z inicjatywy SMF zorganizowano I Wystawę Fotografii Artystycznej w ówczesnym Muzeum Wielkopolskim w Poznaniu (obecnie Muzeum Narodowe w Poznaniu) – eksponowaną w czasie późniejszym w Krakowie, Śremie, Nowym Tomyślu. Pierwszym prezesem Zarządu Poznańskiego Stowarzyszenia Miłośników Fotografii został Włodzimierz Nowakowski. Od 1946 roku do 1991 stowarzyszenie dysponowało własną siedzibą, lokalem w budynku Bazaru, położonego przy ulicy Ignacego Jana Paderewskiego. Od 1949 roku do 1952 stowarzyszenie było wydawcą miesięcznika Świat Fotografii, redagowanego przez Mariana Szulca. 
W 1948 roku Stowarzyszenie Miłośników Fotografii w Poznaniu zostało członkiem zbiorowym Polskiego Towarzystwa Fotograficznego z siedzibą w Warszawie, stając się oddziałem PTF w Poznaniu. Od 1950 roku poznański oddział PTF dysponował własną przestrzenią wystawienniczą, prowadzoną przez Marię Stamm (siedziba w budynku Bazaru przy ulicy Ignacego Jana Paderewskiego). W 1953 roku, za sugestią Fortunaty Obrąpalskiej, w stowarzyszeniu utworzono sekcję artystyczną. W 1962 roku z inicjatywy Mariana Stamma utworzono sekcję przyrodniczą oraz (z inicjatywy Romualda Zielazka) sekcję filmową. 
W 1961 roku (po likwidacji Polskiego Towarzystwa Fotograficznego) stowarzyszenie zostało członkiem zbiorowym nowo powstałej Federacji Amatorskich Stowarzyszeń Fotograficznych w Polsce – wówczas przyjęło nazwę Poznańskiego Towarzystwa Fotograficznego. W 1974 roku z inicjatywy Witolda Przymuszały utworzono sekcję historyczną PTF. 
W 1991 roku zamknięto salon wystawienniczy PTF przy ulicy Ignacego Jana Paderewskiego. W 1993 roku Poznańskie Towarzystwo Fotograficzne zostało rozwiązane.

## Działalność
Działalność Poznańskiego Towarzystwo Fotograficznego to przede wszystkim działalność wystawiennicza, w dużej części we własnej przestrzeni wystawienniczej – w lokalu przy ulicy Ignacego Jana Paderewskiego 7. Na przestrzeni 48-letniej działalności stowarzyszenia – zaprezentowano wiele wystaw fotograficznych; ogólnopolskich oraz międzynarodowych; indywidualnych oraz zbiorowych, zarówno członków Poznańskiego Towarzystwa Fotograficznego, jak również innych fotografów oraz artystów fotografów, z Polski i z zagranicy. W ramach współpracy z PTF swoje autorskie wystawy fotograficzne prezentowali m.in. Tadeusz Cyprian, Zbigniew Dłubak, Lars Engstroem, Andrzej Florkawski, Jacek Gadzalski, Rudolf Hartmetz, Edward Hartwig, Krzysztof Kamiński, Zenon Maciejewski, Stefan Poradowski, Peter Rathmann, Antoni Rut, Bronisław Schlabs, Marian Stamm, Zbigniew Staszyszyn, Henry Sull, Willi Wimmer, Stefan Wojnecki, Maria Wołyńska, Ryszard Zielewicz. 
Inną formą działalności stowarzyszenia była współpraca z klubami, stowarzyszeniami fotograficznymi – z krajów Europy Wschodniej oraz Europy Zachodniej – co owocowało wymianą doświadczeń, wymianą wystaw fotograficznych. Poznańskie Towarzystwo Fotograficzne zajmowało się również popularyzacją fotografii, poprzez organizację licznych kursów, spotkań, prelekcji, warsztatów fotograficznych oraz wielu konkursów fotograficznych, podsumowywanych wystawami pokonkursowymi.

## Prezesi Zarządu
- Włodzimierz Nowakowski – SMFwP (1945–1955)
- Zygmunt Obrąpalski – PTF (1955–1963)
- Andrzej Grzybkowski – PTF (1963–1965)[8]
- Tadeusz Stawujak – PTF (1965–1967)
- Stefan Wojnecki – PTF (1967–1976)
- Ryszard Zielewicz – PTF (1976–1980)
- Lech Kopczyński – PTF (1980–1986)
- Piotr Jasiński – PTF (1986–1993)

Źródło

## Biografia
- Statut Poznańskiego Towarzystwa Fotograficznego.. static.wbp.poznan.pl. [zarchiwizowane z tego adresu (2019-05-05)].
- Poznańskie Towarzystwo Fotograficzne w latach 1919–1970.. static.wbp.poznan.pl. [zarchiwizowane z tego adresu (2019-05-05)].
- Sprawozdanie z działalności za lata 1972/73.. static.wbp.poznan.pl. [zarchiwizowane z tego adresu (2019-05-05)].
- Ważniejsze wydarzenia w dziejach poznańskiej fotografii (1840–1974).. static.wbp.poznan.pl. [zarchiwizowane z tego adresu (2019-05-05)].
- Poznańskie Towarzystwo Fotograficzne w latach 1985–1986.